# Sainte-Solange
Sainte-Solange é uma comuna francesa na região administrativa do Centro, no departamento Cher. Estende-se por uma área de 32,23 km². Em 2010 a comuna tinha 1 147 habitantes (densidade: 35,6 hab./km²).